# Libellenbijtmug
De libellenbijtmug (Forcipomyia paludis) is een muggensoort uit de familie van de knutten (Ceratopogonidae). De wetenschappelijke naam van de soort werd gepubliceerd in 1936 door Macfie.
Het insect wordt slechts 2 millimeter groot en parasiteert op libellen. Hij drinkt vocht (hemolymfe) uit de vleugels van de libellen. Dit doen ze vooral aan de basis van de vleugel, waarschijnlijk omdat de turbulentie aan de uiteinden van de vleugels te groot is om goed te blijven zitten.
De soort is in 2008 voor het eerst in Nederland waargenomen, al is het mogelijk dat hij op oudere foto's alsnog wordt opgemerkt. Begin 2021 zijn er negen locaties in Nederland bekend waar de mug voorkomt. Dit zijn vooral moerasgebieden.